# Thierry de Heinsberg
Thierry de Heinsberg, mort entre le 17 et le 21 janvier 1361 à Stokkem, est comte de Chiny et de Looz de 1336 à 1361. Il est fils de Godefroid IV, seigneur de Heinsberg, Blankenberg et Wassenberg, et de Mathilde de Looz, sœur du précédent comte, Louis IV de Looz.

## Biographie
En 1336, son oncle Louis IV de Looz, comte de Looz et de Chiny décède, sans avoir eu d'enfants. Un accord de 1190 stipulait que si la maison de Looz venait à s'éteindre, le comté reviendrait alors à la Principauté de Liège.
La réaction du chapitre de Saint-Lambert est immédiate: il somme le prince-évêque Adolphe de La Marck d'incorporer le comté de Looz à la principauté, alors que le neveu du comte Louis de Looz vient de s'en emparer. Mais c'est sans compter sur le sens de la famille d'Adolphe de La Marck, dont la sœur, Cunégonde a épousé Thierry de Heinsberg, et le couple ayant un fils que l'évêque apprécie particulièrement. Jusqu'à sa mort en 1344, le prélat utilisera toute son influence pour que le comté reste en possession de son beau-frère Thierry de Heinsberg.
Mais la mort de l'évêque ne met pas fin à la possession du comté de Looz par les Heinsberg, car c'est le neveu d'Adolphe, Engelbert III de La Marck qui lui succède comme prince-évêque de Liège. Ce dernier relève Thierry de l'excommunication prononcée contre lui, et lui permet de rester à la tête du comté de Looz, jusqu'à sa mort, survenue en 1361.

## Famille
Il épouse, avant 1336, Cunégonde de La Marck, († après 1343), fille d'Engelbert Ier, comte de la Marck, et de Cunégonde de Bliescastel, et donc sœur d'Adolphe de La Marck, prince-évêque de Liège, et d'Engelbert II, comte de La Marck.
Il meurt en 1361, n'ayant eu qu'un seul fils, mort avant lui :
- Godefroy de Looz, seigneur de Millen († 1342), marié en 1336 à Mathilde de Gueldre († 1384), fille de Renaud II duc de Gueldre et de Sophie Berthout.

Son neveu et héritier, Godefroy de Heinsberg, seigneur de Daelenbroeck (+ 1395), prétend au comté de Looz, alors que le chapitre de Liège le réclame comme fief mouvant de son église, et qui « doit » lui revenir, faute d'héritier mâle en ligne directe.

## Source
- La fonction épiscopale à Liège aux XIIIe et XIVe siècles: étude de politologie historique, Alain Marchandisse, 1998, Bibliothèque de la Faculté de Philosophie et de Lettres de l'Université de Liège.

- (nl) Cet article est partiellement ou en totalité issu de l’article de Wikipédia en néerlandais intitulé « Diederik van Heinsberg » (voir la liste des auteurs).